# Перово (Ленинградская область)
Перово (до 1948 — Суур Перо, фин. Suur Pero) — посёлок в Гончаровском сельском поселении Выборгского района Ленинградской области.

## Название
Решением исполкома Кяхярского сельсовета от 16 января 1948 года деревню Суур Перо было предложено переименовать в посёлок Просторное. Однако, позднее, по постановлению общего собрания рабочих и служащих Перовского метизно-механанического завода деревню переименовали в Перово.
Переименование было закреплено указом Президиума ВС РСФСР от 13 января 1949 года.

## История

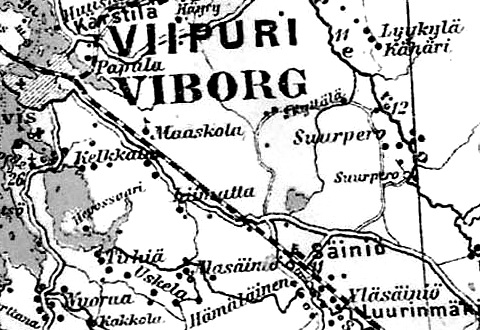
Деревня Суурперо на финской карте 1923 года

В 1937 году в Суур Перо было 3782 га леса, 1298 га пахотных земель и 22 га лугов.
До 1939 года деревня Суур Перо входила в состав Выборгского сельского округа Выборгской губернии Финляндской республики.
С 1 января 1940 года по 31 октября 1944 года — в составе Карело-Финской ССР.
С 1 августа 1941 года по 31 июля 1944 года — финская оккупация.
С 1 ноября 1944 года — в составе Кяхярского сельсовета Выборгского района.
С 1 октября 1948 года — в составе Гончаровского сельсовета.
С 1 января 1949 года учитывается административными данными как деревня Перово.
С 1 июня 1954 года — в составе Черкасовского сельсовета.
В 1961 году население деревни составляло 350 человек.
Согласно данным 1966 и 1973 года посёлок Перово входил в состав Черкасовского сельсовета.
Согласно данным 1990 года посёлок Перово входил в состав Гончаровского сельсовета.
В 1997 году в посёлке Перово Гончаровской волости проживали 2034 человек, в 2002 году — 1880 человек (русские — 94 %).
В 2007 году в посёлке Перово Гончаровского СП проживали 2070 человек, в 2010 году — 1940 человек.

## География
Посёлок расположен в восточной части района на автодороге 41К-445 (подъезд к пос. Перово), к востоку от автодороги 41К-095 (подъезд к пос. Смирново).
Расстояние до административного центра поселения — 2 км.
В посёлке находится недействующая железнодорожная платформа Перово.
Через посёлок протекает река Перовка.

## Фото

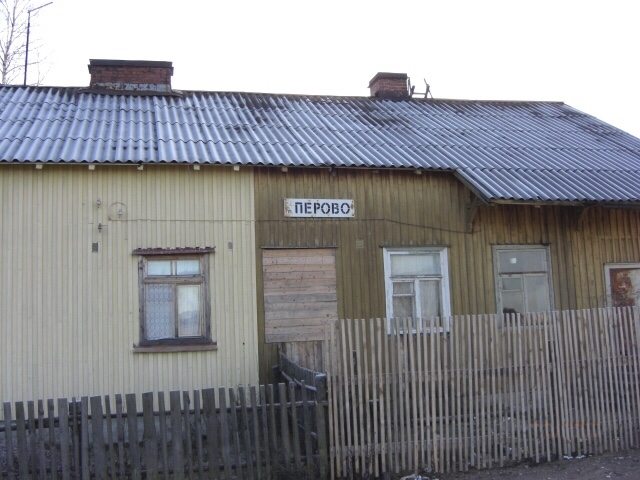
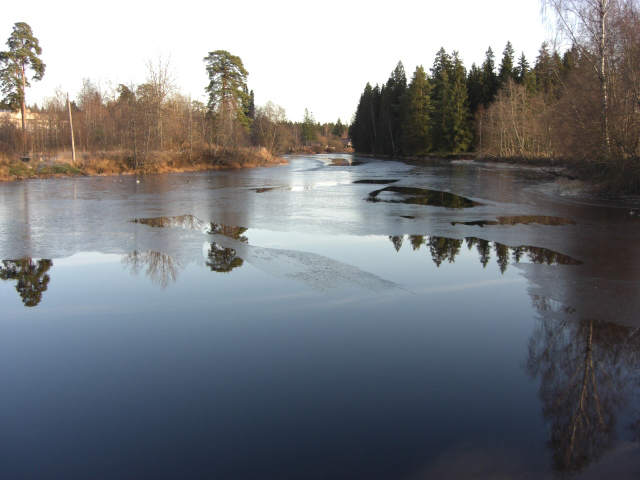
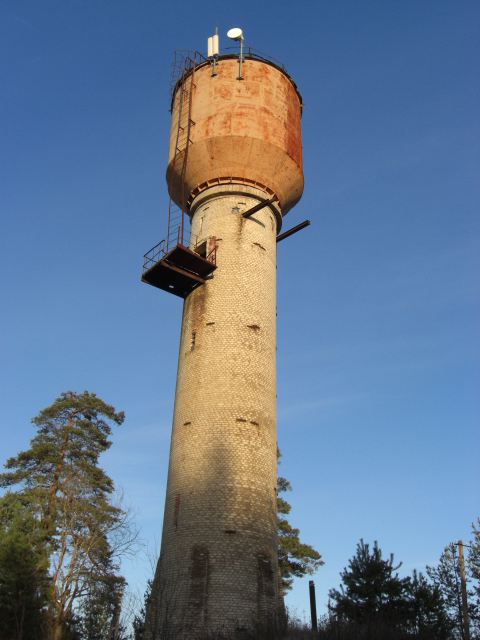
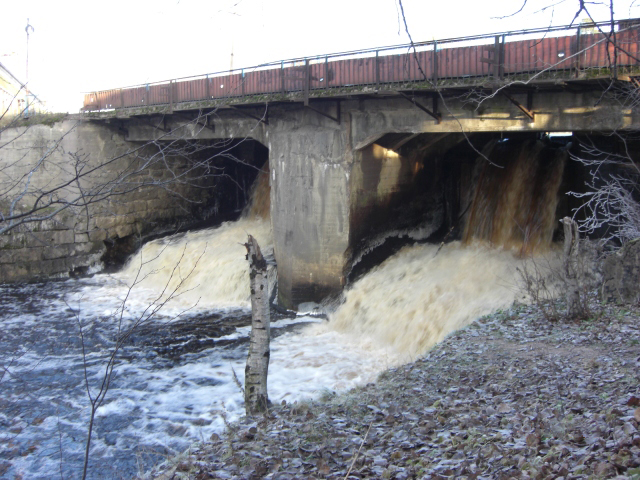
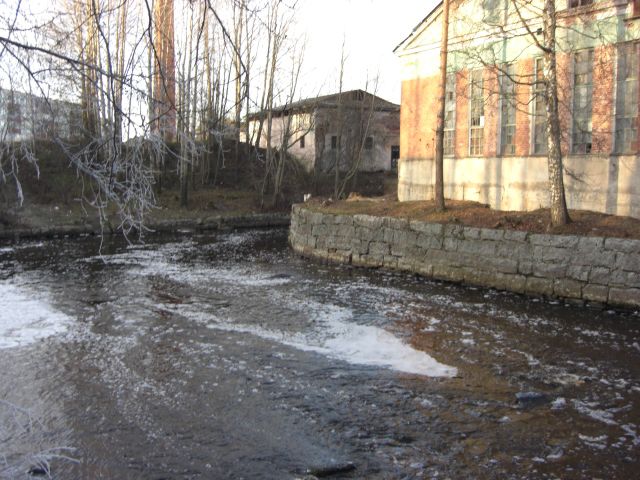
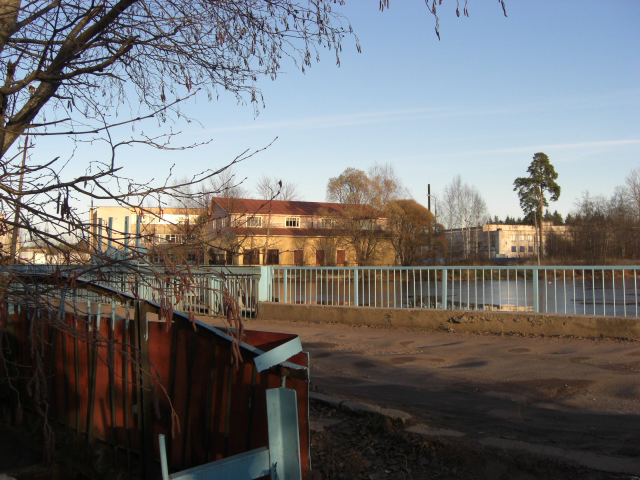

## Демография
| 2007 | 2010  | 2017  | 2021  |
| ---- | ----- | ----- | ----- |
| 1940 | ↗2070 | ↘1977 | ↘1763 |

## Улицы
Восточный проезд, Заводская, Круговая, Молодёжный проезд, Перовский проезд, Почтовая, Садовая, Спортивная, Энергетиков, им. Татарчука.